# Serdar Kesimal
Serdar Kesimal (* 24. Januar 1989 in Wuppertal, Deutschland) ist ein türkischer Fußballspieler.

## Karriere

### Verein
Serdar Kesimal spielte in der Jugend bei den Sportfreunden Dönberg, dem Wuppertaler SV und dem 1. FC Köln. Ihm gelang auf Anhieb der Sprung von der U19 in die zweite Mannschaft (U23), wo er in der Regionalliga West die Saison 2008/09 spielte. In der darauf folgenden Saison 2009/10 wechselte Kesimal in die Türkei zum Erstligisten Kayserispor. In der laufenden Liga hat sich Serdar Kesimal mit starken Leistungen als Stammspieler etabliert und hat die Aufmerksamkeit größerer Clubs auf sich gezogen.
Zur Saison 2011/12 wechselte Kesimal zu Fenerbahçe Istanbul.
Im Sommer 2016 verließ Kesimal mit Vertragsende  und heuerte beim Ligarivalen Akhisar Belediyespor an. Von diesem Verein trennte er sich im Februar 2017 nach gegenseitigem Einvernehmen mit der Vereinsführung.

### Nationalmannschaft
Serdar Kesimal gab sein Debüt bei der türkischen U-21 am 10. Februar 2009 gegen die Ukraine, ist jedoch kein fester Bestandteil der Mannschaft. Am 17. November 2010 gab Kesimal gegen die Niederlande sein Debüt für die türkische Fußballnationalmannschaft, für die er letztmals im September 2011 gegen Kasachstan auflief.